# Geaya ephippiata
Geaya ephippiata is een hooiwagen uit de familie Sclerosomatidae.